# Filigranski pločnici
Filigranski pločnici je treći studijski album hrvatskog sastava Azra, objavljen u lipnju 1982.
Album je sniman u zagrebačkom studiju "Kod Trulog" ožujka i travnja 1982. Autor svih pjesama i producent: Branimir Štulić.

## Popis pjesama
CD 1
1. Tko to tamo pjeva (2:45)
2. '68 (4:22)
3. Volim te kad pričaš (2:14)
4. Ne prodajem nasmiješenog psa (3:08)
5. Proljeće je 13. u decembru (4:24)
6. Ako znaš bilo što (4:15)
7. Ljudi samoće (3:20)
8. Strah od smrti (3:17)
9. Roll over Jura (3:14)
10. Naizgled lijepa (5:25)
11. Hladan kao led (2:57)
12. I nikom nije lepše neg' je nam (2:50)
13. Iran (1:57)

CD 2
1. Čudne navike (3:36)
2. Nije O.K. (2:09)
3. Tanka crna linija (2:32)
4. Pavel (3:12)
5. Gomila nesklada (2:21)
6. Slučajan susret (2:57)
7. Kao ti i ja (5:34)
8. Put za Katmandu (2:57)
9. Strankinja s plavi eyes (3:46)
10. Život običnog tempa (3:00)
11. Hladni prsti (2:40)
12. 32 - 956 (2:27)
13. Gorki okus (3:07)
14. Filigranski pločnici (3:06)

## Izvođači
- Branimir Štulić - Vokal, gitara
- Mišo Hrnjak - Bas gitara ,piano
- Boris Leiner - Bubnjevi
- gost: Miroslav Sedak-Benčić - (glasovir, orgulje, saxofon, flauta)

### Produkcija
- Producent - Branimir Štulić
- snimatelj: Janko Mlinarić - Truli